# Xadi Mulk
Xadi Mulk (+1411) fou una concubina que va arribar a emperadriu de Transoxiana (1405-1409), esposa de Khalil Sultan.
Era esposa de Hajji Saif al-Din Barles Nukuz i formava part del seu harem com a concubina; l'amir va morir el hivern del 1400 al 1401. Khalil Sultan, net de Tamerlà (fill de Miran Xah) havia deixat embarassada a la seva esposa Jehan Sultan (filla del príncep Ali, al seu torn fill d'una germana de Timur) però va conèixer a Xadi Mulk i se'n va enamorar. La esposa Jehan Sultan es va sentir humiliada i va denunciar a Tamerlà la relació, que era considerada desigual i inapropiada. Timur, furiós, va ordenar la compareixença de la dona, però Khalil Sultan es va resistir al comandament del seu avi i la va amagar al·legant que la noia no compareixia perquè no aconseguia trobar-la. Quan finalment Xadi fou trobada, Tamerlà la va condemnar a mort. Si no hagués estat per la intervenció d'un un altre net, Pir Muhammad ibn Jahangir (cosí de Khalil Sultan) la concubina esdevinguda princesa hauria estat executada ràpidament, però l'execució es va aturar.
Quan Tamerla va arribar a Aqsulat (o Aksulat) al Mogolistan a finals del 1404, va descobrir que Khalil Sultan l'havia desafiat al negar-se a entregar-la. Furiós va ordenar per segona vegada l'execució. Però ara fou l'emperadriu Sarai Mulk Khanum la que va intercedir en nom de la dona, emocionada per la pena del príncep que ella havia ajudat a criar. Sarai era molt influent a la cort i Tamerlà rarament li negava cap petició que se sàpiga. Els dos vells amirs, Xaikh Nur al-Din i Xah Malik, van ser persuadits per informar a Tamerlà que Xadi Mulk estava embarassada i esperava un fill de Khalil Sultan. Això va funcionar. L'execució es va cancel·lar per segona vegada. Shadi Mulk fou confiada a l'atenció d'una altra de les reines de Timur, Bayan Agha, durant el temps de la seva gestació, i després d'haver donat a llum, Xadi Mulk seria entregada a un dels esclaus negres eunucs, el principal deure del qual seria assegurar-se que Khalil Sultan no li tornés a posar els ulls al damunt. Amb la qüestió resolta, Tamerlà va reprendre la marxa a l'est.
La situació no va durar. El dimecres 27 de febrer de 1405 poc després de les 8 del vespre, amb 69 anys, moria Tamerlà. Els esdeveniments van portar en pocs dies a la proclamació com a emperador de Khalil Sultan primer a Taixkent i el 17 de març de 1405 Khalil Sultan era coronat a Samarcanda. La seva primera decisió fou nomenar kan de Txagatai al jove príncep Muhammad Jahangir (de 9 anys), fill de Muhammad Sultan, fill de Jahangir (el fill gran de Timur), nebot de l'hereu testamentari Pir Muhammad ibn Jahangir. Xadi va estar immediatament al seu costat. Shadi Mulk, la nova reina, va pujar meteòricament, però la lleialtat de l'exèrcit s'havia de comprar amb les reserves dels espolis del temps de Timur. Sota la influencia de Shadi Mulk, els amirs van caure del favor reial un per un, fins que Khalil Sultan va confiar exclusivament en la seva bella esposa per obtenir consells sobre assumptes d'estat.
Khalil Sultan fou capturat i enderrocat per l'amir Khudaidad el 1409; mort l'amir, Khalil va poder reunir-se amb Xah Rukh, que ja tenia a les seves mans a Xadi Mulk; Khalil el va reconèixer i Xah Rukh el va acollir; a finals de 1409 el va enviar amb la seva esposa a Rayy, com a governador, però poc temps després es va posar malalt i va morir en dos dies (12 de novembre de 1411 per lo que molts pensen que el va fer enverinar. Shadi Mulk es va suïcidar al cap de poc (1411) i els dos amants van ser enterrats junts a la mateixa tomba.